# Pole pszenicy z białym domem w Auvers
Pole pszenicy z białym domem w Auvers (hol. Korenveld en wit landhuis, ang. Wheat Field at Auvers with White House Thatched Cottages) – obraz Vincenta van Gogha (nr kat.: F 804, JH 2018) namalowany w czerwcu 1890 podczas pobytu w miejscowości Auvers-sur-Oise.

## Okoliczności powstania obrazu
16 maja Vincent van Gogh opuścił szpital psychiatryczny w Saint-Rémy i wyruszył w podróż do Paryża, gdzie zjawił się następnego dnia. W Paryżu po raz pierwszy spotkał żonę brata Johannę i ich niedawno narodzonego syna, Vincenta Willema. 20 maja wyjechał do Auvers-sur-Oise, gdzie miał przebywać pod opieką doktora Paula Gacheta. Sama miejscowość wywarła na nim pozytywne wrażenie. Szczególnie przypadły mu do gustu stare domy, które wkrótce miały stać się tematem niektórych jego obrazów. Zaczął też malować okolice Arles. Tematem kilkunastu jego prac stało się pole pszenicy.
W liście do siostry Willeminy z 13 czerwca 1890 pisał o namalowaniu kilku obrazów, w tym pola pszenicy z białym domem:

I jeszcze jeden [obraz], jedynie z zielonym polem pszenicy, ciągnącym się aż do białej willi ogrodzonej białym murem, z pojedynczym drzewem.

## Opis i analiza
Na pierwszym planie znajduje się pole pszenicy. W pewnej odległości został umieszczony dom. Całość artysta przedstawił w sposób zrelaksowany i spokojny, podchodząc do tematu obiektywnie i z nutką dywagacji nad codzienną scenerią uchwyconą w konkretnej chwili. Pszenica stopniowo dojrzewa, a poza polem widoczne jest panoramiczne tło gdzie motywy są ciasno upakowane, a kontury zaczynają się rozmywać. Van Gogh wprowadził na użytek przedstawianej scenerii swój indywidualny styl powracając do założenia, które zaniedbywał od lat: zwyczajnego ukazywania rzeczy takimi, jakimi one są. Ruchami pędzla artysta wprowadził porządek w łan pszenicy, utrwalając zdecydowanym pociągnięciem każdy jej pojedynczy kłos. Koloru użył w sposób umiarkowany, ograniczając do wariacji pomiędzy zielenią, delikatną żółcienią a błękitem. Jedynie do przedstawienia pobielonych na biało ścian domu użył beznamiętnej bieli. W obrazie dominuje harmonia. Van Gogh starannie usunął wszelkie ślady swojej obecności, a rejestrując w sposób zwyczajny i bezinteresowny wygląd pozamiejskiej okolicy osiągnął efekt sterylnej sielanki. 
Artysta nie zawsze był tak rygorystyczny wobec siebie, jak na tym obrazie. Jego wyciszona, prawie kojąca sztuka nigdy nie istniała bez swego bardziej zjadliwego odpowiednika – sztuki demonstracyjnej, zależnej od ruchu i zniekształcenia. W Auvers van Goghowi zasadniczo udało się połączyć dwa pozornie nieprzystawalne założenia: szaleństwo i równowagę, gwałtowność i kontrolę, chaos i uporządkowanie. Ogólnie rzecz biorąc jego obrazy z tego okresu nabrały bardziej dekoracyjnego charakteru, zbliżając się do ideału, z którym artysta flirtował już w Arles. Van Gogh dążył do sztuki bardziej giętkiej i elastycznej, której podstawą było czyste piękno współzależnych form, a w tym względzie jego wysiłki nie były zbyt odległe od założeń secesji. O ile w Saint-Rémy artysta, skrępowany ograniczeniami spowodowanymi swą trudną sytuacją, starał się przetwarzać malowane motywy w duchu abstrakcji, aż stawały się metaforami jego własnego stanu psychicznego, to w Auvers jego upodobanie do chaosu zostało zrównoważone przez głęboko zakorzeniony perfekcjonizm.